# Кіттліц (Лауенбург)
Кіттліц (нім. Kittlitz) — громада в Німеччині, розташована в землі Шлезвіг-Гольштейн. Входить до складу району Герцогство Лауенбург. Складова частина об'єднання громад Лауенбургіше-Зен.
Площа — 17,73 км2. Населення становить 277 ос. (станом на 31 грудня 2020).

## Галерея

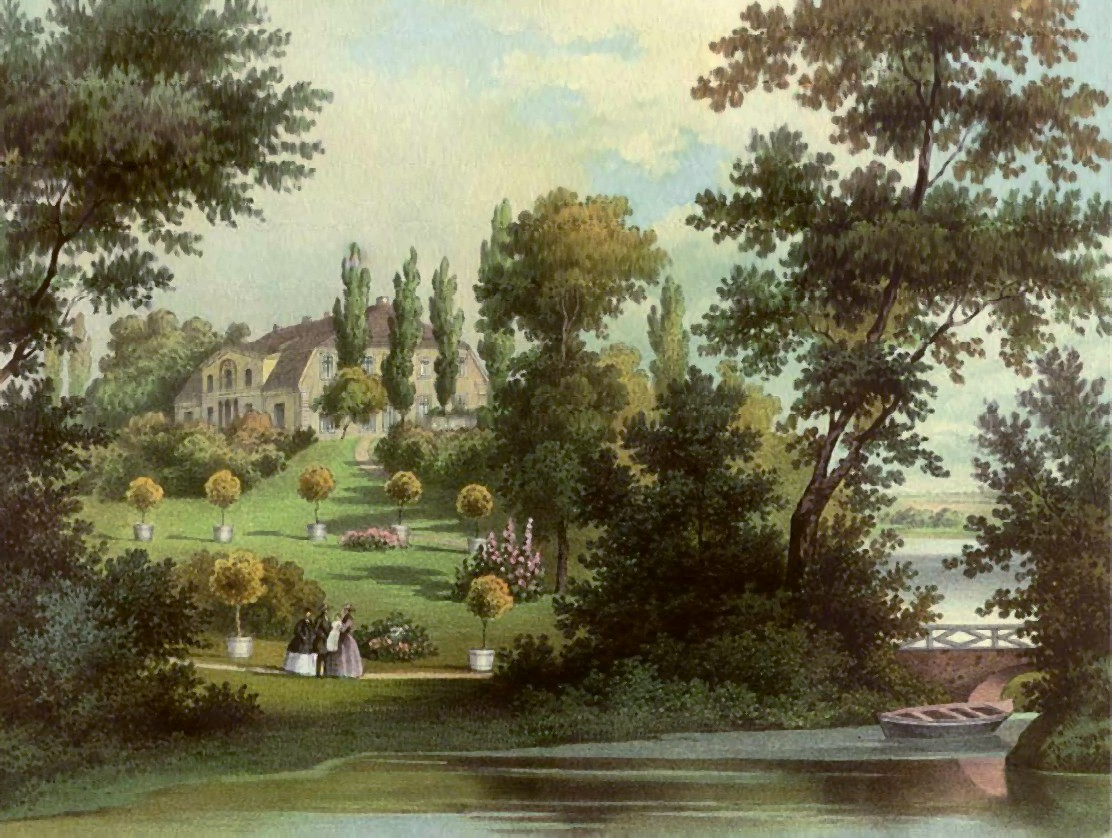